# Lampides amphissa
Lampides amphissa är en fjärilsart som beskrevs av Felder 1860. Lampides amphissa ingår i släktet Lampides och familjen juvelvingar. Inga underarter finns listade i Catalogue of Life.